# Salzgitter AG
Salzgitter («Зальцгиттер») — немецкая сталелитейная компания, акционерное общество со штаб-квартирой в городе Зальгиттер. Группа Salzgitter состоит из более чем 100 отдельных компаний, включая Salzgitter Flachstahl, Ilsenburger Grobblech, Peiner Träger GmbH и Mannesmannröhre Werke. В 2021 году объём продаж группы составил около 9,8 млрд евро. В Sazlgitter Gruppe работает более 24 000 человек по всему миру, она является пятым по величине европейским производителем плоского и сортового проката и занимает лидирующие позиции в мире в секторе производства труб. Одна из 5 крупнейших компаний в Нижней Саксонии.

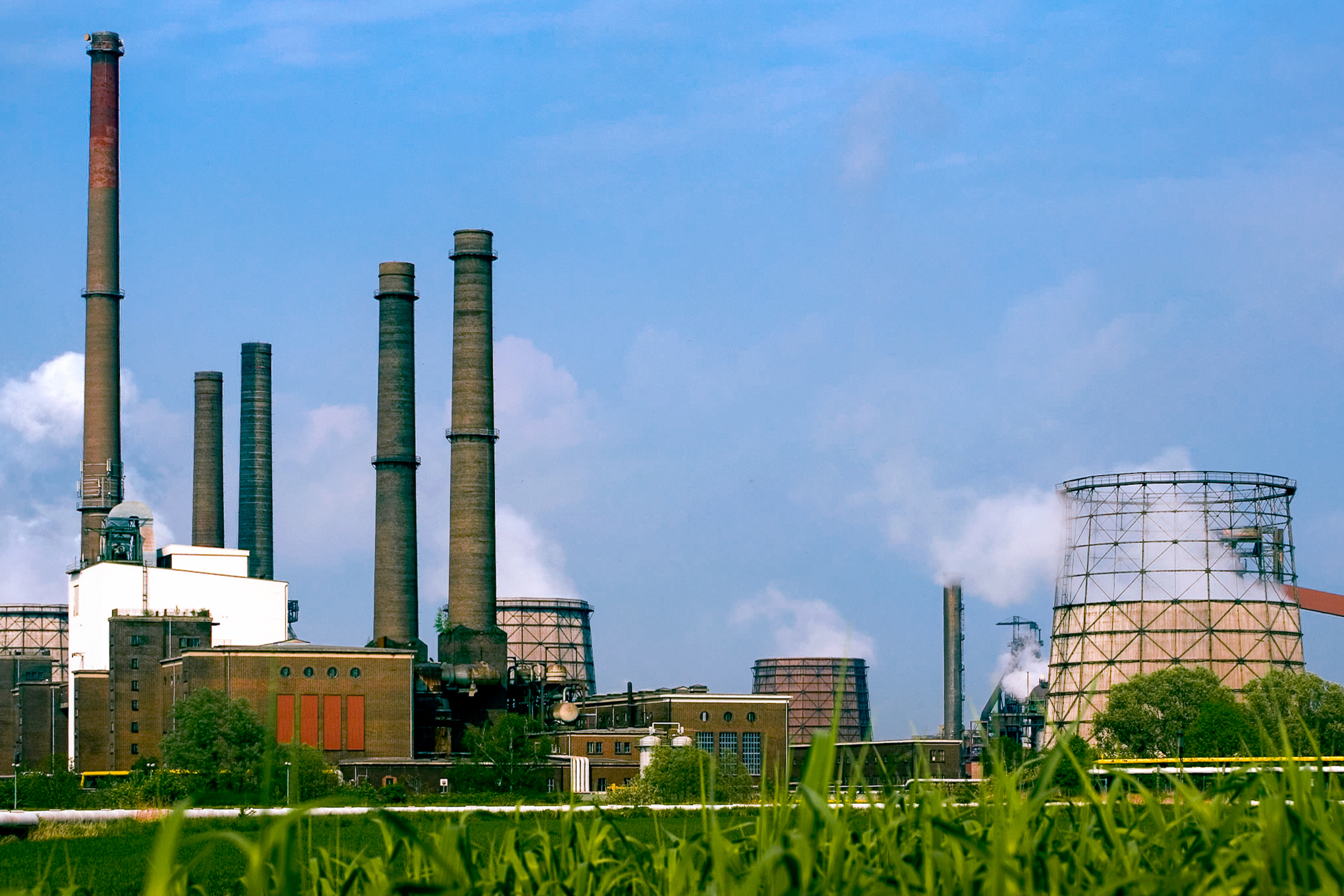
Электростанция Salzgitter AG

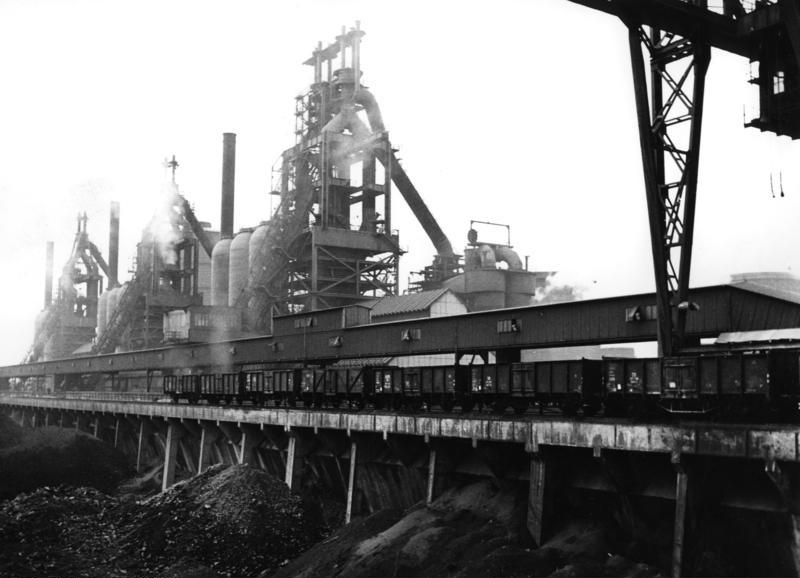
Домны 1961

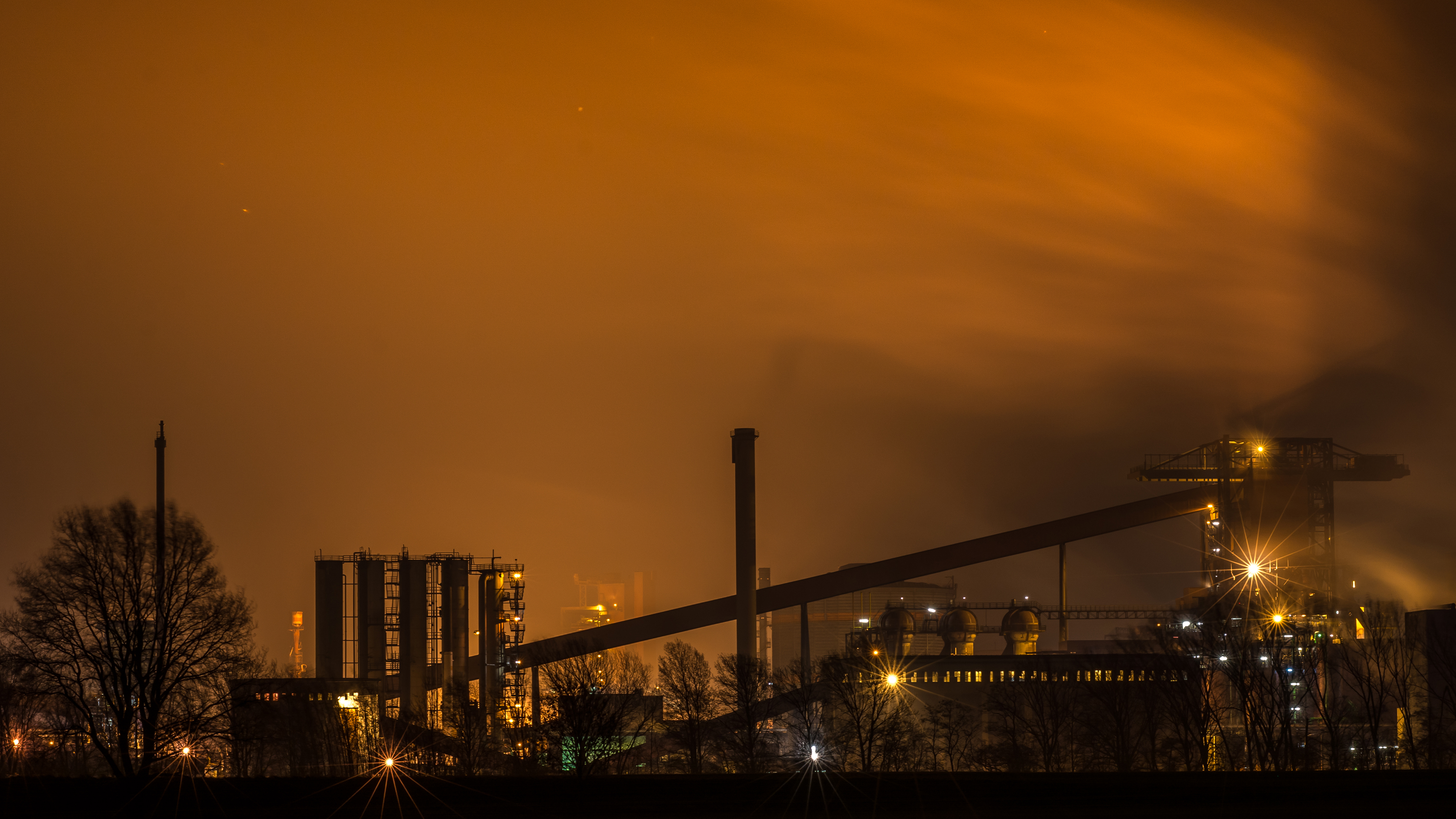
Домна «B» ночью

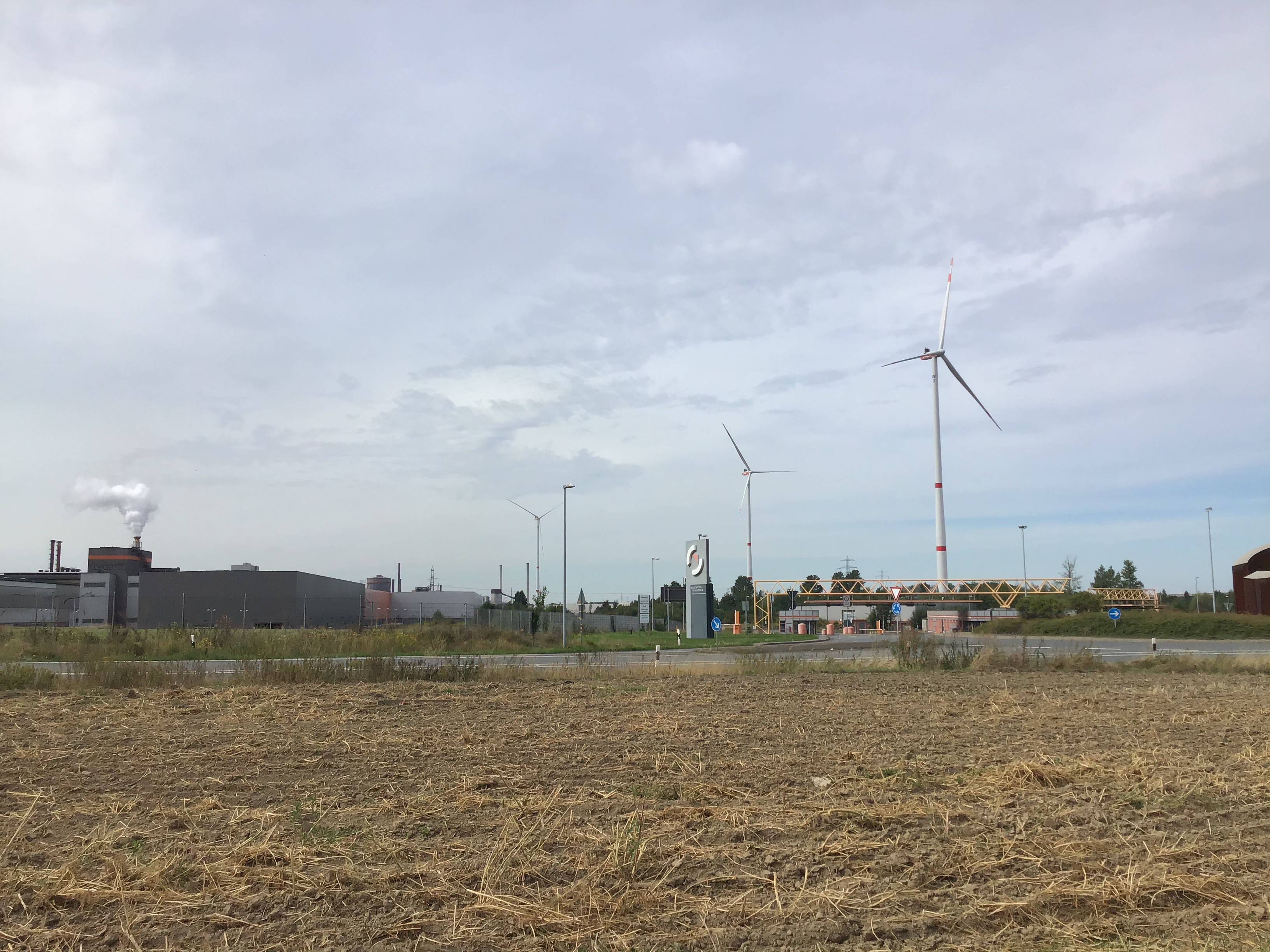
Ветряная электростанция Salzgitter на территории завода

## История
В районе Зальцгиттера имелись значительные запасы железной руды, они оценивались в 1,5 млрд т, однако из-за низкого содержания железа и примеси кремниевых кислот эксплуатация месторождения стала возможной только к 1930-м годам. Разработка месторождения и строительство сталелитейного комбината в Зальцгиттере стали одним из основных пунктов четырёхлетнего плана, принятого в 1936 году. В 1937 году было создано государственное предприятие Reichswerke AG für Bergund Hüttenbetriebe Hermann Göring («Имперские сталелитейный заводы Германа Геринга»). Были поглощены небольшие имеющиеся заводы и началось строительство комбината. С 1942 года на строительстве использовался принудительный труд в лагере «Зальцгиттер-Дрютте», который являлся внешним лагерем концлагеря Нойенгамме. В лагере содержалось до 3000 заключенных. Несколько сотен человек погибли до того, как лагерь был эвакуирован в 1945 году. В 1992 году на территории завода Salzgitter AG был установлен мемориал.
Население Зальцгиттера выросло с 20 тыс. в 1933 году до 117 тыс. в 1944 году, из них более 66 тыс. работали на комбинате и его дочерних предприятиях. К апрелю 1945 года был создан крупный сталелитейный комбинат, способный выпускать 1,8 млн т стали в год. 10 апреля 1945 года комбинат был захвачен американскими войсками. По условиям Потсдамского соглашения комбинат подлежал демонтажу, а что нельзя было демонтировать, должно было быть взорвано.
Против планов уничтожения комбината в Зальцгиттере начались массовые акции протеста его рабочих, рабочего совета и отраслевого профсоюза IG Metall, которые достигли пика в марте 1950 года. На 20 января 1951 года, когда англичане объявили о прекращении демонтажа, было уже демонтировано 75 % доменных печей, 100 % сталелитейных и прокатных станов, остался лишь небольшой сталеплавильный завод с тремя доменными печами. В марте 1953 года начались работы по его восстановлению. В июне 1953 года комбинат в Зальцгиттере был переведён в подчинение правительства ФРГ. Из его активов были сформированы две компании: Erzbergbau Salzgitter AG, которая получила шахты по добыче руды и соответствующее оборудование, а Hüttenwerk Salzgitter AG достались предприятия по выплавке чугуна и стали. В 1955 году был создан государственный концерн Aktiengesellschaft für Berg- und Hüttenbetriebe (в 1961 году переименован в Salzgitter AG), который поглотил обе компании и начал приобретать доли в различных других предприятиях. К 1960 году он имел контрольные пакеты акций в 41 компании в таких сферах, как добыча полезных ископаемых, металлургия, сталелитейное производство, транспорт, торговля и промышленное планирование. В 1960-х и 1970-х годах сфера интересов была ещё больше расширена, больше всего в судостроение, крупнейшим приобретением стала верфь Howaldtswerke-Deutsche Werft. В то же время добыча железной руды начала сокращаться в пользу более дешёвого импортного сырья, а в 1982 году была прекращена полностью. В 1970 году была поглощена сталелитейная компания Ilseder Hütte, она была основана в 1858 году и является старейшим предшественником современной компании Salzgitter AG. Значительная часть продукции концерна экспортировалась, причём по сравнению с другими предприятиями ФРГ значительную долю в экспорте (20—35 %) имели страны Восточной Европы, в первую очередь СССР. В конце 1970-х годов у концерна появилось новое важное направление деятельности — промышленное строительство. Несмотря на рост сферы интересов, число сотрудников концерна неуклонно снижалось, с 82 тыс. в начале 1960-х годов до 39 тыс. в конце 1980-х.
1 октября 1989 года произошло слияние Salzgitter AG с компанией Preussag, таким образом была выполнена приватизация Salzgitter, которая принесла около 1,3 млрд евро. Сталелитейное подразделение было переименовано в Preussag Stahl, а другие компании Salzgitter были проданы в последующие годы. В 1998 году Preussag намеревалась продать дочернюю компанию Preussag Stahl. Отраслевой профсоюз IG Metall и рабочие советы выразили протест, когда стало известно, что Preussag Stahl будет продана австрийской группе Voestalpine. Это поставило бы под угрозу независимость компании в Зальцгиттере. Для предотвращения поглощения компании австрийским конкурентом акции компании были размещены на бирже, земля Нижняя Саксония и банк Norddeutsche Landesbank приобрели более 51 % акций Preussag Stahl AG, которая в том же году была переименована в Salzgitter AG. Земля Нижняя Саксония позже продала часть акций и на данный момент владеет 26,5 % акций Salzgitter AG.
Весной 1999 года Salzgitter AG провела переговоры о слиянии с концерном Luxembourg Arbed-Group, что встретило протесты со стороны рабочего совета и профсоюзов, и поэтому не было реализовано. В 1999 и 2000 годах Salzgitter AG участвовала в компенсационном фонде для бывших нацистских подневольных рабочих. После враждебного поглощения компании Mannesmann AG со стороны Vodafone, Salzgitter Gruppe приобрела у поглощённой компании подразделение Mannesmannröhren-Werke в 2000 году, одного из ведущих мировых поставщиков бесшовных и сварных стальных труб, за символическую цену в один евро.
В июне 2006 года Stahlservice-Center Flachform Stahl GmbH, Schwerte, принадлежащая Arcelor Group, была передана компании Stahl-Service-Center (SSC) Hövelmann & Lueg GmbH (теперь Salzgitter Mannesmann Stahlservice GmbH). Благодаря этому расширилась торговая деятельность Salzgitter Mannesmann Handel GmbH в Германии и глобальная сеть продаж группы Salzgitter. 8 августа 2006 года миноритарный пакет акций французского производителя труб Vallourec был продан через фондовую биржу, что принесло более 900 млн евро. С приобретением 78 % акций Klöckner-Werke, о котором было объявлено в марте 2007 года. Этим компания намеревалась уменьшить свою зависимость от волатильности в сталелитейной промышленности и занять ещё более широкую позицию, добавив новые виды деятельности.
На Ганноверской выставке в 2018 году компания Salzgitter AG стала первой сталелитейной компанией, представившей процесс производства стали с нулевым выбросом углекислого газа CO2: SALCOS — Производство стали Salzgitter с низким содержанием CO2. В этом процессе вместо угля будет использоваться зелёный водород для восстановления железной руды. Salzgitter AG планирует к 2033 году сделать весь завод нейтральным по выбросам CO2. Salzgitter приступил к испытанию технологий применения водорода и к 2020 году ему удалось достичь прогресса и разработать лучшее предложение для всех отраслей и секторов (речь идет о разумном соотношении инвестиций и энергопотребления, предполагающем сокращение выбросов углекислого газа). На первый этап концерн инвестировал около миллиарда евро. В июне 2020 года Salzgitter AG объявила о подготовке технико-экономического обоснования завода прямого восстановления железной руды с предшествующим электролизом водорода в порту Вильгельмсхафена. В ноябре 2020 года Salzgitter AG объявила, что на заводе в Пайне производится первая «зеленая» стальная плита. Это переработка стали, изготовленной из металлолома, переработанного на электросталеплавильном заводе в Пайне. Углеродный след этих продуктов, как утверждается, на 75 % меньше, чем у классического производства.
В рамках стратегии 2021 компания Salzgitter AG инвестировала в Ilsenburger Grobblech GmbH для новой линии термообработки и в Salzgitter Flachstahl GmbH для новой установки горячего цинкования.

## Собственники и руководство
Крупнейшими акционерами по состоянию на 2023 год были правительство Нижней Саксонии (26,5 % акций) и Günter Papenburg (25 %). Казначейскими акциями являются 10 %.
Председателем правления является Гуннар Греблер (Gunnar Groebler).

## Деятельность
Подразделения по состоянию на 2022 год:
- Strip Steel — дочерние компании Salzgitter Flachstahl GmbH, Salzgitter Bauelemente GmbH, Salzgitter Europlatinen GmbH и Salzgitter Mannesmann Stahlservice GmbH, выпускающие стальные полосы различного состава и размера;
- Plate/Section Steel — дочерние компании Ilsenburger Grobblech GmbH, Salzgitter Mannesmann Grobblech, Peiner Traeger GmbH и HSP Hoesch Spundwand und Profil GmbH, производящие различные изделия из чугуна и стали;
- Mannesmann — производство стальных труб на дочернем предприятии Mannesmannroehren-Werke GmbH;
- Trading — торговля стальными изделиями через дочерние компании Salzgitter Mannesmann Handel GmbH и Universal Eisen und Stahl GmbH;
- Technology — товары и услуги производителям оборудования и предприятиям по разливу напитков.

По доле в выручке за 2022 год основными регионами деятельности были Германия (46 %), другие страны Евросоюза (29 %), остальная Европа (5 %), Америка (10 %), Азия (7 %), Африка (4 %).